# Roman Filippow

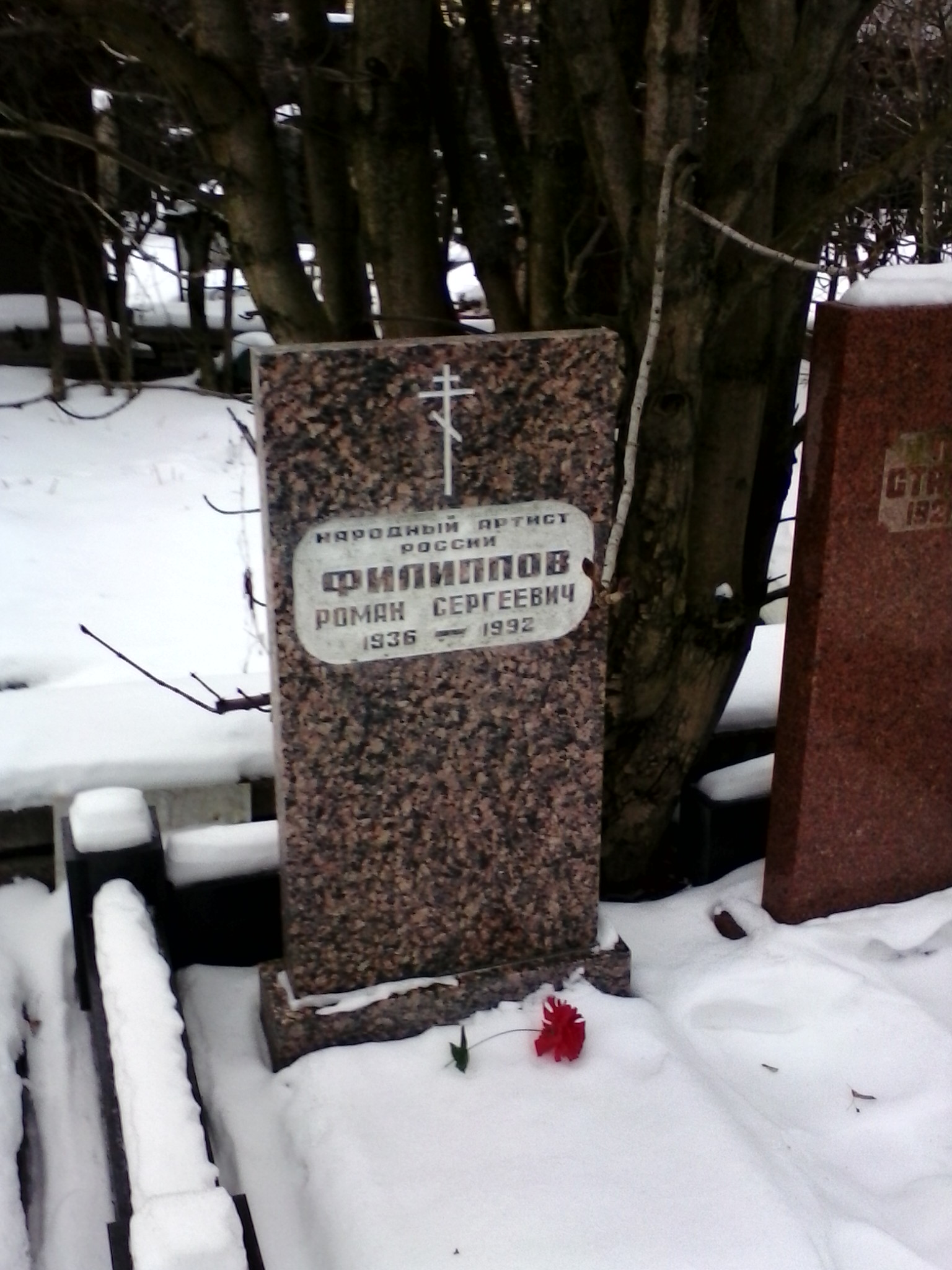
Grób Romana Filippowa na Cmentarzu Trojekurowskim w Moskwie

Roman Siergiejewicz Filippow (ros. Рома́н Серге́евич Фили́ппов; ur. 1936, zm. 1992) – radziecki aktor filmowy, teatralny i głosowy. Ludowy Artysta RFSRR (1987) i Zasłużony Artysta Białoruskiej SRR (1967). Pochowany na Cmentarzu Trojekurowskim w Moskwie.

## Wybrana filmografia

### Filmy fabularne
- 1969: Brylantowa ręka
- 1986: Borys Godunow jako patriarcha Hiob

### Filmy animowane
- 1978: Słoneczny zajączek
- 1984: Bajka o carze Sałtanie